# Edificio de la Sociedad de Crédito Mobiliario
El Edificio de la Sociedad de Crédito Mobiliario es un edificio situado en el paseo de Recoletos de Madrid. Fue construido inicialmente para la sede de la Sociedad de Crédito Mobiliario Español (que se refundó en 1902 como Banesto) en 1869 por el arquitecto Severiano Sainz de la Lastra. 

## Historia y características
Lo construyó la Sociedad de Crédito Mobiliario Español para sede social de sus oficinas sobre unos terrenos que habían formado parte de la antigua huerta que el General de Artillería Juan Brancacho poseía en el paseo de Recoletos. La entidad se ocupó de la reordenación urbanística de la zona, la apertura de nuevas calles, como la de las Salesas (hoy Conde de Xiquena), las alineaciones del paseo de Recoletos y calles de Almirante, Salesas y Saúco (hoy Prim). La estética escogida por el arquitecto Sainz de la Lastra se mueve dentro de los gustos de la época por la arquitectura francesa. Más tarde y en sucesivas reformas, se ha ido modificando el edificio: se añadió un piso más al edificio y se procedió a la apertura de una puerta en el chaflán. 
El inmueble en 1902 pasó a ser la sede central de Banesto, que lo adquirió por 500 000 pesetas al Mobiliario. Fue ocupado por dependencias del antiguo Ministerio de Marina antes de ser definitivamente reformado y rehabilitado en 1994 para Credit Suisse. Entre 2011 y 2014 fue ocupado por la sede central de Banco Mare Nostrum (BMN).
La superficie total del inmueble es de 4250 metros cuadrados distribuidas en cinco plantas y un sótano. En la planta baja se sitúan además de los accesos, espacios de distribución y oficinas, mientras que las cuatro plantas superiores se destinan a oficinas y a espacios de circulación y cuentan con un vestíbulo circular con un lucernario en cubierta.